# Transkonduktans
I elektronikken er transkonduktans eller stejlheden betegnelsen for en elektrisk to-port, hvor en spænding påtrykt over indgangsportens tilledninger transformeres til en proportionel strøm gennem udgangsportens tilledninger. Bemærk at én tilledning fra indgangsporten og én tilledning fra udgangsporten godt må være forbundet (fælles). Modellen anvendes især ved småsignalanalyse, hvor et elektrisk kredsløb idealiseres til kun at bestå af lineære komponenter, og indgår eksempelvis i hybrid-pi modellen.
Som vist i afsnittet om elektrisk konduktans benyttes symbolet G for beregning af den strøm I, der løber i en leder som resultat af en spænding U påtrykt lederen: I = GU. Enheden af konduktansen er ampere per volt (A/V), der har SI-enheden siemens, S (se afledte SI-enheder). Ved en elektrisk to-port betegner G konduktansen, der omformer indgangens spænding til udgangens strøm. Relationen er oftest ulineær, hvorfor der ved analog kredsløbsanalyse primært anvendes elektriske signaler med så ringe amplitude, at relationen kan tilnærmes med en lineær relation; det kaldes da for en småsignalanalyse, og det er normalt at benytte et lille bogstav for symbolet.
I ligningen herunder er {\displaystyle g_{m}} transkonduktansen for en komponent hvor udgangens strøm ændres med {\displaystyle i_{o}} (en ændring i forhold til arbejdspunktet {\displaystyle I_{O}}) som følge af en ændring på {\displaystyle u_{i}} i indgangens signal (igen overfor arbejdspunktet). 
{\displaystyle i_{o}=g_{m}u_{i}\!}
Transkonduktansen optræder i forbindelse med elektronrør som ændringen i rørets anodestrøm forårsaget af en ændring i gitterets spænding. Ved transistorer er indgangsporten basis og emitter, og udgangsporten er kollektor og emitter, så transkonduktansen er strømmen ind i kollektor (og ud på emitter) divideret med spændingen mellem basis og emitter. 

## Spændingsforstærkning
Udgangens strøm kan omformes til spænding ved at belaste udgangen med en modstand {\displaystyle R_{L}}, som gennemløbes af strømmen fra to-porten. Strømmens retning regnes normalt som positiv ind mod to-porten, mens spændingen over modstanden regnes for positiv med strømretning fra to-porten til modstanden; fortegnet er derfor negativt og udgangens spændingsændring bliver: 
{\displaystyle u_{o}=-i_{o}R_{L}=-g_{m}u_{i}R_{L}\!}
Systemets spændingsforstærkning A er derved givet ved:
{\displaystyle A={u_{o} \over u_{i}}=-g_{m}R_{L}\!}
En bipolær transistor, der arbejder ved 1 mA har en transkonduktans på 40 mS (se nedenfor), så med en variation af indgangsspændingen på 1 mV vil udgangsstrømmen variere med 40 uA. Hvis transistoren er belastet med 1 kohm vil udgangsspændingen variere -40 mV svarende til en forstærkning på -40 gange. Fortegnet viser at opstillingen inverterer signalet i tilgift til forstærkningen på 40 gange. Relationen er som nævnt ovenfor ikke-lineær og indgangsspændingen bør ikke overstige 1 mV for at undgå harmonisk forvrængning. 

## Bipolar transistor
Værdien af transkonduktansen for en bipolar transistor er givet af relationen:
{\displaystyle g_{m}={I_{C} \over U_{T}}}
hvor {\displaystyle I_{C}} er kollektorstrømmen i arbejdspunktet og {\displaystyle U_{T}} er den såkaldte temperaturspænding, der er cirka 25 mV ved normal omgivelsestemperatur. 
Temperaturspændingen er givet af: 
{\displaystyle U_{T}={kT \over q}}
Her er k Boltzmanns konstant, T er den absolutte temperatur og q er elektronens elementarladning. Den absolutte temperatur er 293 K ved en almindelig stuetemperatur på 20 grader celsius hvor formlen giver 25,3 mV.